# Richard Eromoigbe
Richard Eromoigbe (Lagos, 20 giugno 1984) è un ex calciatore nigeriano, di ruolo centrocampista.

## Palmarès
- Campionato bulgaro: 2

Levski Sofia: 2005-2006, 2006-2007
- Coppa di Bulgaria: 2

Levski Sofia: 2004-2005, 2006-2007
- Supercoppa di Bulgaria: 2

Levski Sofia: 2005, 2007